# Семёнова, Галина Владимировна
Галина Владимировна Семёнова (24 августа 1937, Смоленск — 19 ноября 2017, Москва) — журналистка, советский партийный деятель.
Член ЦК КПСС (1990—1991), член Политбюро ЦК КПСС (курировала вопросы семьи, женщин и демографической политики). Народный депутат СССР (1989—1991).
Кандидат философских наук.
Член Союза журналистов Москвы и Российского философского общества, член Попечительского совета Московского центра «Социальное партнёрство».
Одна из четырёх женщин в советской истории, когда-либо входивших в состав Политбюро ЦК КПСС , наряду со Е. Д. Стасовой, Е. А. Фурцевой и Бирюковой А. П..

## Биография
Окончила факультет журналистики Львовского государственного университета им. И. Франко (1959).
С 1959 г. работала литературным сотрудником газеты «Комсомольское племя» (Одесса).
С 1963 г. заведующая отделом редакции газеты ЦК ЛКСМ Украины «Комсомольская искра».
В 1965—1974 годах литературный сотрудник, заведующая отделом, ответственный секретарь, а с 1974 г. главный редактор журнала ЦК ВЛКСМ «Комсомольская жизнь».
В 1981—1990 гг. — главный редактор журнала «Крестьянка».
Окончила АОН при ЦК КПСС (1981).
В 1990—1991 годах секретарь ЦК КПСС.

 Галина Владимировна Семёнова курировала женские вопросы. Пытались в последний срок что-то сделать для женщин. Действительно тогда написали записку Михаилу Сергеевичу Горбачёву о том, что надо бы готовить женщин к надвигающемуся рынку, что женщины совершенно не приспособлены (кстати, весь наш народ был не приспособлен, но женщины были особенно не приспособлены) к этому вопросу. — Буренкова Е. Н. 
Во время августовского путча 1991 г. была одним из немногих членов высшего партийного руководства, кто отказался признавать власть путчистов:

Узнал я и о позорной позиции большинства Секретариата ЦК, многих партийных органов на местах, поддержавших ГКЧП. Сразу хочу сказать, что в этой сложнейшей ситуации зрелыми политиками и честными людьми проявили себя секретари ЦК Галина Семенова, Андрей Гиренко, Егор Строев.— Горбачёв М. С. 
После 1991 года вице-президент информационного содружества «Атлантида», редактор журнала, сопредседатель исследовательской ассоциации «Женщины и развитие».
Награждена орденами «Знак Почёта», Дружбы народов, медалями, почётными знаками ВЛКСМ, Международной демократической федерации женщин, Почётным дипломом Правительства Москвы.
Умерла 19 ноября 2017 года. Похоронена на Николо-Архангельском кладбище .